# Периш
Периш је насеље у Србији у општини Сврљиг у Нишавском округу. Према попису из 2022. било је 59 становника (према попису из 2002. било је 220 становника).

## Историја
Периш је старо насеље. Помиње се у другој половин 15. века. У опширном турском попису Видинског санџака из 1478 — 1481. године. Уписан је као насеље, које потпада под хас заима (поседника великог тимара) Сврљига, са 53 кућа и 10 неожењених. Било је развијено село. Помен Периша у 15. веку указује на његово постојање и у ранијем средњевековном периоду. У поменутом турском попису, међу наведеним именима носиоца домаћинства, записан је и „Душа син попа”. Помен свештеника у селу указује на постојање цркве. То може значити да поменути остаци сакралног објекта потичу од цркве настале пре 15. века, или пак обновљене у средњем веку на темељима касно античких објекта. Недостатак историјских извора своди засад све ово на претпоставку. Само археолошка истраживања могу дати конкретније податке.

## Демографија
У насељу Периш живи 59 пунолетних становника, а просечна старост становништва износи 68,6 година (66,2 код мушкараца и 71,0 код жена). У насељу има 33 домаћинства, а просечан број чланова по домаћинству је 1,59.
Ово насеље је у потпуности насељено Србима (према попису из 2002. године), а у последња три пописа, примећен је пад у броју становника.
|  |

| Демографија | Демографија | Демографија |
| Година      | Становника  | Становника  |
| ----------- | ----------- | ----------- |
| 1948.       | 752         |             |
| 1953.       | 779         |             |
| 1961.       | 725         |             |
| 1971.       | 593         |             |
| 1981.       | 512         |             |
| 1991.       | 300         | 298         |
| 2002.       | 220         | 228         |
| 2011.       | 125         |             |
| 2022.       | 59          |             |

| Етнички састав према попису из 2002.‍ | Етнички састав према попису из 2002.‍ | Етнички састав према попису из 2002.‍ | Етнички састав према попису из 2002.‍ | Етнички састав према попису из 2002.‍ |
| ------------------------------------ | ------------------------------------ | ------------------------------------ | ------------------------------------ | ------------------------------------ |
|                                      |                                      |                                      |                                      |                                      |
| Срби                                 | Срби                                 |                                      | 220                                  | 100,0%                               |
| непознато                            | непознато                            |                                      | 0                                    | 0,0%                                 |

| Година пописа     | 1948. | 1953. | 1961. | 1971. | 1981. | 1991. | 2002. |
| ----------------- | ----- | ----- | ----- | ----- | ----- | ----- | ----- |
| Број домаћинстава | 131   | 129   | 138   | 134   | 137   | 115   | 99    |

| Број чланова      | 1  | 2  | 3 | 4 | 5 | 6 | 7 | 8 | 9 | 10 и више | Просек |
| ----------------- | -- | -- | - | - | - | - | - | - | - | --------- | ------ |
| Број домаћинстава | 22 | 58 | 9 | 4 | 3 | 0 | 1 | 1 | 1 | 0         | 2,22   |

| Пол    | Укупно | Неожењен/Неудата | Ожењен/Удата | Удовац/Удовица | Разведен/Разведена | Непознато |
| ------ | ------ | ---------------- | ------------ | -------------- | ------------------ | --------- |
| Мушки  | 109    | 11               | 82           | 14             | 2                  | 0         |
| Женски | 101    | 0                | 83           | 16             | 1                  | 1         |
| УКУПНО | 210    | 11               | 165          | 30             | 3                  | 1         |

| Пол    | Укупно                    | Пољопривреда, лов и шумарство | Рибарство                            | Вађење руде и камена | Прерађивачка индустрија       |
| ------ | ------------------------- | ----------------------------- | ------------------------------------ | -------------------- | ----------------------------- |
| Мушки  | 74                        | 58                            | 0                                    | 0                    | 6                             |
| Женски | 64                        | 64                            | 0                                    | 0                    | 0                             |
| УКУПНО | 138                       | 122                           | 0                                    | 0                    | 6                             |
| Пол    | Производња и снабдевање   | Грађевинарство                | Трговина                             | Хотели и ресторани   | Саобраћај, складиштење и везе |
| Мушки  | 0                         | 6                             | 2                                    | 0                    | 1                             |
| Женски | 0                         | 0                             | 0                                    | 0                    | 0                             |
| УКУПНО | 0                         | 6                             | 2                                    | 0                    | 1                             |
| Пол    | Финансијско посредовање   | Некретнине                    | Државна управа и одбрана             | Образовање           | Здравствени и социјални рад   |
| Мушки  | 0                         | 0                             | 1                                    | 0                    | 0                             |
| Женски | 0                         | 0                             | 0                                    | 0                    | 0                             |
| УКУПНО | 0                         | 0                             | 1                                    | 0                    | 0                             |
| Пол    | Остале услужне активности | Приватна домаћинства          | Екстериторијалне организације и тела | Непознато            | Непознато                     |
| Мушки  | 0                         | 0                             | 0                                    | 0                    | 0                             |
| Женски | 0                         | 0                             | 0                                    | 0                    | 0                             |
| УКУПНО | 0                         | 0                             | 0                                    | 0                    | 0                             |